# Mezőkövesd-Zsóry Sportegyesület
Il Mezőkövesd-Zsóry Sportegyesület, meglio noto come Mezőkövesd-Zsóry, è una società calcistica ungherese con sede nella città di Mezőkövesd. Milita nella Nemzeti Bajnokság I, la massima divisione del campionato ungherese.

## Organico

### Rosa 2022-2023
Aggiornata al 25 gennaio 2023.
| N. |                                 | Ruolo | Calciatore             |
| -- | ------------------------------- | ----- | ---------------------- |
| 4  | Croazia (bandiera)              | D     | Andrej Lukić           |
| 7  | Ungheria (bandiera)             | C     | Gergő Nagy             |
| 9  | Serbia (bandiera)               | A     | Stefan Dražić          |
| 10 | Bosnia ed Erzegovina (bandiera) | C     | Dino Beširović         |
| 11 | Ungheria (bandiera)             | A     | Gergely Bobál          |
| 12 | Georgia (bandiera)              | D     | Luk'a Lak'vekheliani   |
| 14 | Bielorussia (bandiera)          | C     | Aljaksandr Karnicki    |
| 15 | Croazia (bandiera)              | C     | Marko Brtan            |
| 16 | Ungheria (bandiera)             | A     | Gábor Molnár           |
| 17 | Slovacchia (bandiera)           | D     | Róbert Pillár          |
| 23 | Ungheria (bandiera)             | D     | Dániel Vadnai          |
| 24 | Ungheria (bandiera)             | C     | Tamás Cseri (capitano) |
| 33 | Ucraina (bandiera)              | P     | Danylo Rjabenko        |
| 72 | Ungheria (bandiera)             | D     | Kevin Kállai           |

| N. |                      | Ruolo | Calciatore          |
| -- | -------------------- | ----- | ------------------- |
| 77 | Ucraina (bandiera)   | C     | Šandor Vajda        |
| 80 | Ungheria (bandiera)  | A     | Zalán Kállai        |
| 82 | Ungheria (bandiera)  | C     | Attila Bodnár       |
| 93 | Italia (bandiera)    | P     | Riccardo Piscitelli |
| 96 | Romania (bandiera)   | P     | Árpád Tordai        |
|    | Georgia (bandiera)   | D     | Ilia Beriashvili    |
|    | Ungheria (bandiera)  | D     | Máté Kotula         |
|    | Ungheria (bandiera)  | D     | Roland Lehoczky     |
|    | Comore (bandiera)    | D     | Younn Zahary        |
|    | Martinica (bandiera) | C     | Thomas Ephestion    |
|    | Ungheria (bandiera)  | C     | Attila Márkus       |
|    | Ungheria (bandiera)  | C     | Dominik Nagy        |
|    | Russia (bandiera)    | A     | Nikolaj Prudnikov   |

### Rosa 2021-2022
Aggiornata al 28 dicembre 2021.
| N. |                                 | Ruolo | Calciatore           |
| -- | ------------------------------- | ----- | -------------------- |
| 1  | Ungheria (bandiera)             | P     | Botond Antal         |
| 3  | Ungheria (bandiera)             | D     | Ákos Baki            |
| 5  | Spagna (bandiera)               | D     | Héctor Martínez      |
| 6  | Ungheria (bandiera)             | C     | Zoltán Derekas       |
| 7  | Romania (bandiera)              | C     | Andreias Calcan      |
| 8  | Ungheria (bandiera)             | C     | Benjámin Cseke       |
| 9  | Serbia (bandiera)               | A     | Stefan Dražić        |
| 10 | Bosnia ed Erzegovina (bandiera) | C     | Dino Beširović       |
| 11 | Slovacchia (bandiera)           | A     | Jakub Vojtuš         |
| 12 | Georgia (bandiera)              | D     | Luk'a Lak'vekheliani |
| 13 | Ungheria (bandiera)             | P     | Levente Bősz         |
| 14 | Bielorussia (bandiera)          | C     | Aljaksandr Karnicki  |
| 15 | Ungheria (bandiera)             | D     | András Vági          |
| 17 | Slovacchia (bandiera)           | D     | Róbert Pillár        |
| 19 | Slovacchia (bandiera)           | D     | János Szépe          |

| N. |                                 | Ruolo | Calciatore             |
| -- | ------------------------------- | ----- | ---------------------- |
| 20 | Ungheria (bandiera)             | C     | Gergő Kocsis           |
| 21 | Slovacchia (bandiera)           | C     | Martin Chrien          |
| 22 | Serbia (bandiera)               | D     | Dániel Farkas          |
| 23 | Ungheria (bandiera)             | D     | Dániel Vadnai          |
| 24 | Ungheria (bandiera)             | C     | Tamás Cseri (capitano) |
| 32 | Croazia (bandiera)              | D     | Matija Katanec         |
| 33 | Ucraina (bandiera)              | P     | Danylo Rjabenko        |
| 39 | Bulgaria (bandiera)             | A     | Antonio Vutov          |
| 55 | Ungheria (bandiera)             | C     | Dániel Nagy            |
| 77 | Ucraina (bandiera)              | C     | Šandor Vajda           |
| 93 | Italia (bandiera)               | P     | Riccardo Piscitelli    |
| 95 | Ungheria (bandiera)             | C     | Márk Madarász          |
| 96 | Romania (bandiera)              | P     | Árpád Tordai           |
| 99 | Bosnia ed Erzegovina (bandiera) | A     | Marin Jurina           |

### Rosa 2020-2021
Aggiornata all'11 gennaio 2021.
| N. |                                 | Ruolo | Calciatore             |
| -- | ------------------------------- | ----- | ---------------------- |
| 1  | Ucraina (bandiera)              | P     | Danylo Ryabenko        |
| 4  | Ungheria (bandiera)             | D     | Gábor Eperjesi         |
| 5  | Ucraina (bandiera)              | D     | Andrij Nesterov        |
| 7  | Ungheria (bandiera)             | A     | Márk Bencze            |
| 8  | Ungheria (bandiera)             | C     | Máté Tóth              |
| 9  | Ucraina (bandiera)              | A     | Andrij Borjačuk        |
| 10 | Bosnia ed Erzegovina (bandiera) | C     | Dino Beširović         |
| 12 | Georgia (bandiera)              | D     | Luk'a Lak'vekheliani   |
| 13 | Ungheria (bandiera)             | C     | Zsombor Berecz         |
| 14 | Bielorussia (bandiera)          | C     | Aljaksandr Karnicki    |
| 16 | Serbia (bandiera)               | P     | Branimir Aleksić       |
| 17 | Slovacchia (bandiera)           | D     | Róbert Pillár          |
| 18 | Austria (bandiera)              | C     | Manuel Martic          |
| 20 | Ungheria (bandiera)             | D     | Richárd Guzmics        |
| 22 | Serbia (bandiera)               | D     | Dániel Farkas          |
| 23 | Ungheria (bandiera)             | D     | Dániel Vadnai          |
| 24 | Ungheria (bandiera)             | C     | Tamás Cseri (capitano) |
| 25 | Ungheria (bandiera)             | P     | Péter Szappanos        |
| 26 | Ungheria (bandiera)             | D     | Márk Jagodics          |

| N. |                                 | Ruolo | Calciatore          |
| -- | ------------------------------- | ----- | ------------------- |
| 28 | Russia (bandiera)               | A     | Serder Serderov     |
| 30 | Ungheria (bandiera)             | P     | Eduard Fedinisinec  |
| 31 | Ungheria (bandiera)             | C     | Dávid Barczi        |
| 32 | Croazia (bandiera)              | D     | Matija Katanec      |
| 39 | Bulgaria (bandiera)             | A     | Antonio Vutov       |
| 55 | Ungheria (bandiera)             | C     | Dániel Nagy         |
| 76 | Ungheria (bandiera)             | C     | Dominik Tóth        |
| 77 | Ucraina (bandiera)              | C     | Šandor Vajda        |
| 88 | Ungheria (bandiera)             | D     | Tamás Szeles        |
| 97 | Ucraina (bandiera)              | C     | Mychajlo Meschi     |
| 99 | Bosnia ed Erzegovina (bandiera) | A     | Marin Jurina        |
|    | Georgia (bandiera)              | D     | Gagi Margvelashvili |
|    | Slovacchia (bandiera)           | C     | Martin Chrien       |
|    | Ungheria (bandiera)             | C     | Zoltán Varjas       |
|    | Ungheria (bandiera)             | A     | Botond Földi        |
|    | Georgia (bandiera)              | A     | Nodar Kavtaradze    |
|    | Ungheria (bandiera)             | A     | Tamás Takács        |
|    | Ungheria (bandiera)             | A     | László Varjas       |